# 高崎親章

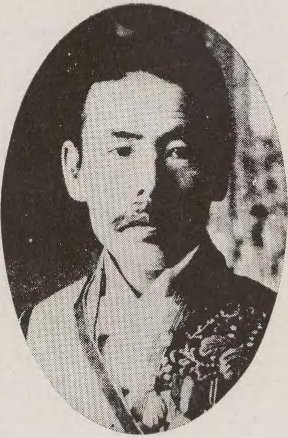
高崎親章

高崎 親章（たかさき ちかあき/しんしょう、1853年6月7日（嘉永6年5月1日） - 1920年（大正9年）12月27日）は、日本の江戸～大正時代の武士（鹿児島藩士）・警察官（警察官僚）・政治家。貴族院議員。幼名は半十郎。

## 経歴
薩摩国日置郡市来郷の湊町（鹿児島県日置郡西市来村、市来町を経て現いちき串木野市内）生まれ。高崎親廣の長男。内務省警視庁に入庁。初任は警部補。1876年（明治9年）、同郷の同僚である中原尚雄らと共に、墓参のため帰郷した。実際は、下野していた西郷隆盛の実情を視察するため川路利良大警視の密命を受けたものであった。ところが、西郷の私学校から武器・弾薬を勝手に持ち出したため、私学校の生徒らに捕らえられた。これが西南戦争の引き金となった（西南戦争#近因（私学校と士族反乱）参照）。父の親廣はこの時故郷にいたが、皇軍に抗してはならないと主張し、西郷軍に殺されている。
西南戦争後救出され、順調に出世。地方官を歴任し、1892年11月内務省警保局長。その後は知事を歴任。茨城県（1893年3月 - 1896年2月）、長野県（1896年2月6日 - 1897年4月7日）、岡山県（1897年7月7日 - 1900年1月19日）、宮城県（1900年1月19日 - 3月19日）、京都府（1900年3月 - 1902年2月）、大阪府（1902年2月8日 - 1911年9月4日）でそれぞれ知事を務めた。
岡山では陸軍省と交渉し、技術者の吉村長策を招いて水道工事を行わせた。水道の普及により、コレラの害は後を絶ったという。京都では事業の再構築や農業開発など積極策を打ち出し、文部省の教育方針に対して 「地方の状況を知らずして全国一様のことをしようとしても無理だ」と注文をつけるなど、数々の逸話を残した。また懸案となっていた府庁舎改築について、府議会の承認にこぎ着けた。大阪府知事としては、1903年、府の教科書採用に当たって各社から賄賂を取り立てたため近々逮捕の見込みと新聞各紙に報じられた。立件はされなかったが、高崎はマスメディアに抗議することも官吏侮辱罪（現存しない）で告訴することもしなかった。宮武外骨は、『滑稽新聞』（月2回刊）で高崎が告訴しない件について質問状を掲載し、回答があるまで毎号連載すると表明した。高崎は回答せず、代わりに大阪府警は「憤激した暴漢者が滑稽新聞社を襲撃するとの投書があったので、警戒にあたる」と称し、滑稽新聞社を監視下に置いた。さらに、宮武が他誌の引用としてあげた記事によると、府警は『滑稽新聞』取扱店に暴漢が暴れる恐れがあるから扱いを止めるよう「忠告」したが、それは『滑稽新聞』に高崎攻撃を止めさせるためで、止めなければ府警の仕込んだ暴漢が暴れる手はずになっていたのだという。結局、『滑稽新聞』のキャンペーンは断続的に1905年まで続いたが、同誌の通巻100号をもって終了となった。しかし、その後も同誌は高崎府政に対決姿勢を取り続け、それは同誌の廃刊まで続いた。
大阪府知事退任後、正三位の位階に叙せられ、1903年7月15日、貴族院勅選議員となる。のち日本製鋼所代表取締役社長を始め、浪速銀行、大阪城東土地会社などの役員を歴任。1906年、勲一等旭日大綬章叙勲。1912年4月9日、錦鶏間祗候を仰せ付けられた。1917年、帝塚山学院の初代理事長に迎えられ、現職のまま死去した。

## 栄典・受章・受賞
位階
- 1903年（明治36年）3月30日 - 正四位[4]
- 1908年（明治41年）4月20日 - 従三位[5]
- 1920年（大正9年）12月27日 - 従二位[6]

勲章等
- 1894年（明治27年）12月26日 - 勲四等瑞宝章[7]
- 1898年（明治31年）12月28日 - 勲三等瑞宝章[8]
- 1903年（明治36年）12月14日 - 旭日中綬章[9]
- 1906年（明治39年）4月1日 - 勲一等旭日大綬章[10]・明治三十七八年従軍記章[11]
- 1915年（大正4年）11月10日 - 大礼記念章（大正）[12]